# Xeroftalmia
Xeroftalmia ou olho seco é uma doença caracterizada pela não produção de lágrimas e consequente dificuldade de enxergar, principalmente durante a noite. É uma avitaminose causada pela falta da vitamina A, uma vitamina lipossolúvel, ou seja, que se dissolve na presença de gordura.
Tem como sinais a degeneração da conjuntiva e da córnea, as quais se apresentam secas, enrugadas e atrofiadas. As glândulas ópticas, obstruídas, deixam de produzir a secreção lacrimal responsável pela lubrificação do globo ocular. Sua progressão conduz à falcotomia, uma doença rara porém grave.